# Coleophora occatella
Coleophora occatella — вид лускокрилих комах родини чохликових молей (Coleophoridae).

## Поширення
Вид поширений в Східній Європі. Присутній у фауні Туреччини, Болгарії, Румунії, України та Європейської Росії.

## Спосіб життя
Метеликів можна спостерігати з травня по серпень.